# لیووا گالستیان
لیووا هاکوبی گالستیان (ارمنی: Լյովա Հակոբի Գալստյան؛ زادهٔ ۲۷ ژانویهٔ ۱۹۳۹) یک  سیاستمدار اهل ارمنستان است که از تاریخ ۱۹۹۰ تا تاریخ ۱۹۹۵ سمت نمایندگی دوره اول شورای عالی جمهوری ارمنستان را برعهده داشت.

## زندگی‌نامه
در ۲۷ ژانویهٔ ۱۹۳۹ در ارمنستان به دنیا آمد . 